# Panamerikanische Spiele 2015/Leichtathletik – Marathon der Frauen

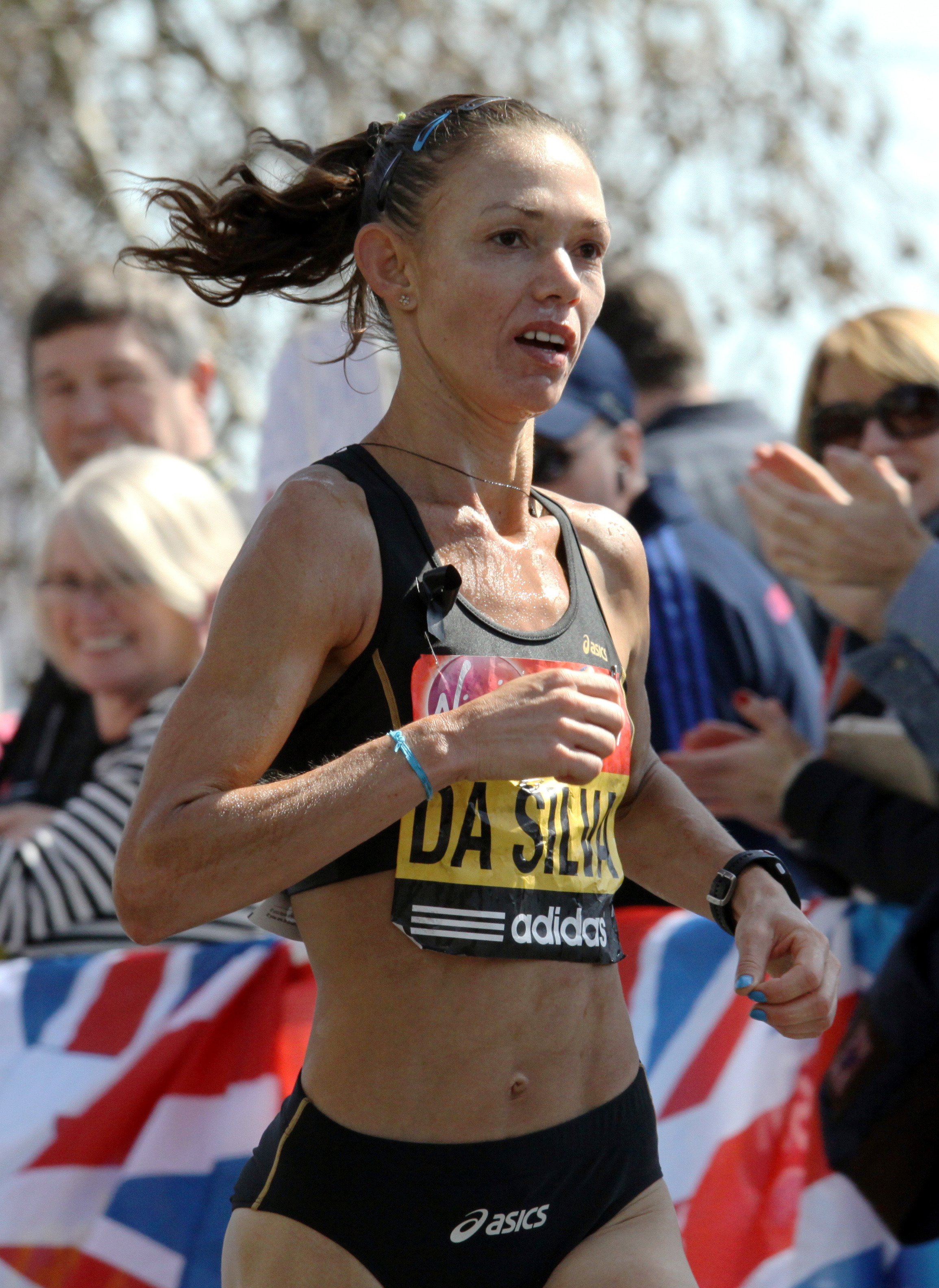
Die Siegerin Adriana Aparecida da Silva (2013)

Der Marathonlauf der Frauen bei den Panamerikanischen Spielen 2015 fand am 18. Juli um den Ontario Place in Toronto statt.
17 Läuferinnen aus elf Ländern nahmen an den Lauf teil. Die Goldmedaille gewann Adriana Aparecida da Silva nach 2:35:40 h, was auch ein neuer Rekord der Panamerikanischen Spiele war. Silber ging an Lindsay Flanagan mit 2:36:30 h und die Bronzemedaille gewann Rachel Hannah mit 2:41:06 h.

## Rekorde
Vor dem Wettbewerb galten folgende Rekorde:
| Weltrekord        | Paula Radcliffe            | 2:15:35 h | London-Marathon, Vereinigtes Königreich        | 14. April 2003   |
| Rekord der Spiele | Adriana Aparecida da Silva | 2:36:37 h | Panamerikanische Spiele in Guadalajara, Mexiko | 23. Oktober 2011 |

## Ergebnis
18. Juli 2015, 7:05 Uhr
| Platz | Athletin                   | Land               | Zeit (h)    |
| ----- | -------------------------- | ------------------ | ----------- |
|       | Adriana Aparecida da Silva | Brasilien          | 2:35:40 PR  |
|       | Lindsay Flanagan           | Vereinigte Staaten | 2:36:30     |
|       | Rachel Hannah              | Kanada             | 2:41:06     |
| 4     | Marily dos Santos          | Brasilien          | 2:41:31     |
| 5     | Margarita Hernández        | Mexiko             | 2:41:57     |
| 6     | Rosa Chacha                | Ecuador            | 2:42:47     |
| 7     | Zuleima Amaya              | Venezuela          | 2:49:42     |
| 8     | Catherine Watkins          | Kanada             | 2:51:23     |
| 9     | Vianey de la Rosa          | Mexiko             | 2:51:42     |
| 10    | Érika Olivera              | Chile              | 2:52:27     |
|       | Leidy Tobon                | Kolumbien          | DNF         |
|       | Sarah Cummings             | Vereinigte Staaten | DNF         |
|       | Dailín Belmonte            | Kuba               | DNF         |
|       | Inés Melchor               | Peru               | DNF         |
|       | Carmen Martinez            | Paraguay           | DNF         |
|       | Natalia Romero             | Chile              | DNS         |
|       | Gladys Tejeda              | Peru               | 2:33:03 DSQ |